# Eiskellerberg (Düsseldorf)

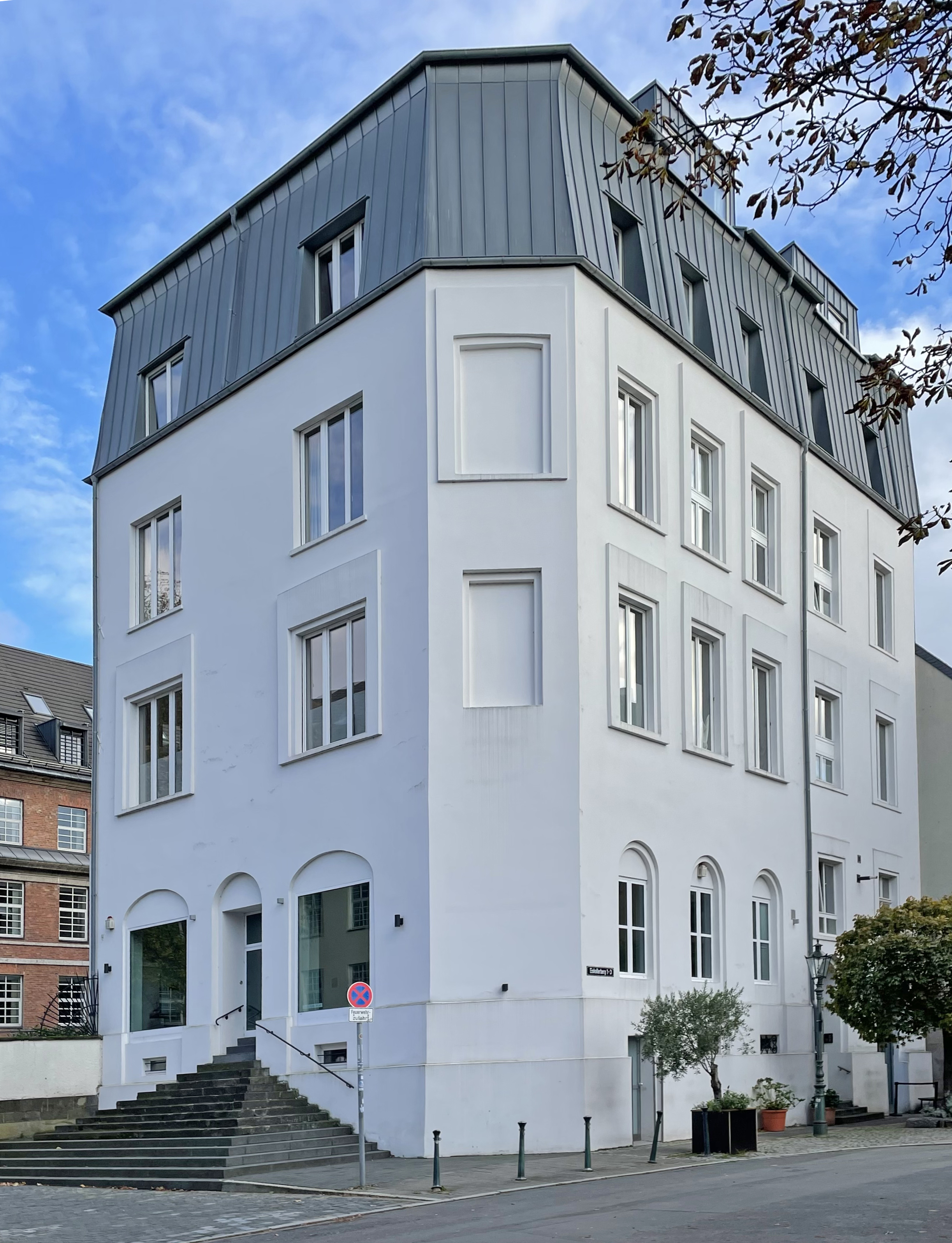
Eiskellerberg 1–3

Eiskellerberg ist eine Straße am Rand der Düsseldorfer Altstadt, an deren Anschrift es nur ein einzelnes Haus gibt.

## Lage
Der Eiskellerberg liegt unmittelbar gegenüber dem Gebäude der Kunstakademie und dem 2003 eingeweihtem Hilarius-Gilges-Platz, auf halbem Weg zwischen der Kunstsammlung Nordrhein-Westfalen und dem Museum Kunstpalast, am nördlichen Ende der Mühlengasse. Vom Rheinufer aus führen die Ritterstraße und die Eiskellerstraße auf den Eiskellerberg zu.

## Geschichte
Der Eiskellerberg befindet sich auf dem Gelände einer im 16. Jahrhundert angelegten Bastion, welche auch als die Eiskellerbastion bezeichnet wurde. Paul Clemen schrieb:

„Der neue Mauerring führte im 15. Jh. von dem am Nordwestende der Stadt gelegenen Zollturme bis zu dem am Eiskeller im Nordosten liegenden Turme (die Fundamente im Eiskellerberg erhalten), von diesem zum Turme […].“

Diese ehemalige Stadtbefestigung war baumbestanden und lag am Ende der heutigen Heinrich-Heine-Allee und unmittelbar vor der heutigen Rampe der Oberkasseler Brücke. Zwischen 1797 und 1799 bauten die Franzosen, die in den Wirren der Koalitionskriege Düsseldorf eingenommen hatten, die Stadt als Festung aus und vernichteten den dortigen Baumbestand. Diese Festungswerke begannen hinter den Häusern an der Ostseite der Mühlengasse.
Bei der Entfestigung der Stadt Düsseldorf auf der Grundlage von Art. VI des Friedens von Lunéville von 1801 wurde in dem damals außerhalb der Stadt liegenden Bereich aus dem Schutt der Befestigungsanlagen der Eiskellerberg angelegt. Um 1809 wurde das Gebiet zwischen Eiskellerberg und Ratinger Straße an Bauwillige abgegeben, dies mit der Auflage nur „anständige“ Gebäude zu erstellen.
Das Gelände lag mit schöner Aussicht etwa fünf Meter über der verlängerten Alleestraße auf einem sich erhebenden Plateau von ungefähr einem Morgen Größe mit Sommerwirtschaft. Hier hatte ein Herr Meyer in den 1870er bis Ende der 1880er Jahre seine Restauration zur Pacht und seit 1890 Herr Julius Ahmer. Um 1907 hieß es dann Café-Restaurant „Eiskellerberg“ von Alex Ahmer, Anschrift Eiskellerberg Nr. 6. In einer zeitgenössischen Quelle heißt es:

„Die links von diesem Gebäude [Kunstakademie] gelegene Anhöhe ist der Eiskellerberg mit guter Restauration und einem freien Blick über den Hafen, Rhein und Hofgarten.“

Der napoleonische Sicherheitshafen neben der Kunstakademie wurde zum Bau der Oberkasseler Rheinbrücke (1897/1898) zugeschüttet.

### Eiskeller
Der Name Eiskellerberg verweist auf den historischen Eiskeller, der den Düsseldorfer Fürstenhof mit Eis versorgte. In den tiefen Katakomben der Bastion wurde das im Winter auf dem Rhein geschlagene Eis gelagert, das sich hier bis weit in den Sommer hinein hielt. Dass der Rhein zufror, war früher keine Seltenheit. Das letzte Mal geschah es im Winter 1942. Wegen der beiden Rheinschlingen stapelten sich die Eisschollen besonders am heutigen Parlamentsufer. Der fast jährliche Eisgang, also die Bildung vom Treibeis auf dem Rhein, war zur Gewinnung des kostbaren, natürlichen Haltbarkeitsmittels hervorragend geeignet. Auch der ehemalige Sicherheitshafen an der Kunstakademie, der sich vom Eiskellerberg nach Westen erstreckte, lieferte im Winter das Eis. Wurden in den Eiskellern zunächst die Speisen für den Fürstenhof gekühlt, sicherten sich dagegen später vor allem die vielen Altstadtbrauereien die Dienste der Eiskeller. Noch bis nach 1880 verdienten sich Saisonarbeiter im Winter ihr Geld mit der Ernte von Treibeis aus dem Rhein, welches im Eiskeller der Altstadt gelagert wurde. Der Schriftsteller Hans Müller-Schlösser (1884–1956) konnte sich aus seiner Jugendzeit erinnern, dass Düsseldorfer auch Eis aus den Teichen des Hofgartens schnitten und dann zur Lagerung zum Eiskeller brachten. Hier befand sich auch der Eiskeller der Fleischerinnung, gegründet 1883, von Düsseldorf. Auf dem Eiskeller gab es eine Gaststätte, in der Bier ausgeschenkt wurde, welches unterhalb durch das Natureis kühl und frisch gehalten wurde. Noch bis ins 20. Jahrhundert hinein war Natureis zur Herstellung von frischem Altbier unverzichtbar.
1926 brachte der Verwaltungs-Neubau der damaligen Phönix AG dem Düsseldorfer Eiskeller das Ende. Das Phönix-Haus mit Zugang an der Fritz-Roeber-Straße 2 wurde dann von 1928 bis 1995 als Arbeitsamt genutzt und ist heute Sitz der Staatsanwaltschaft Düsseldorf.

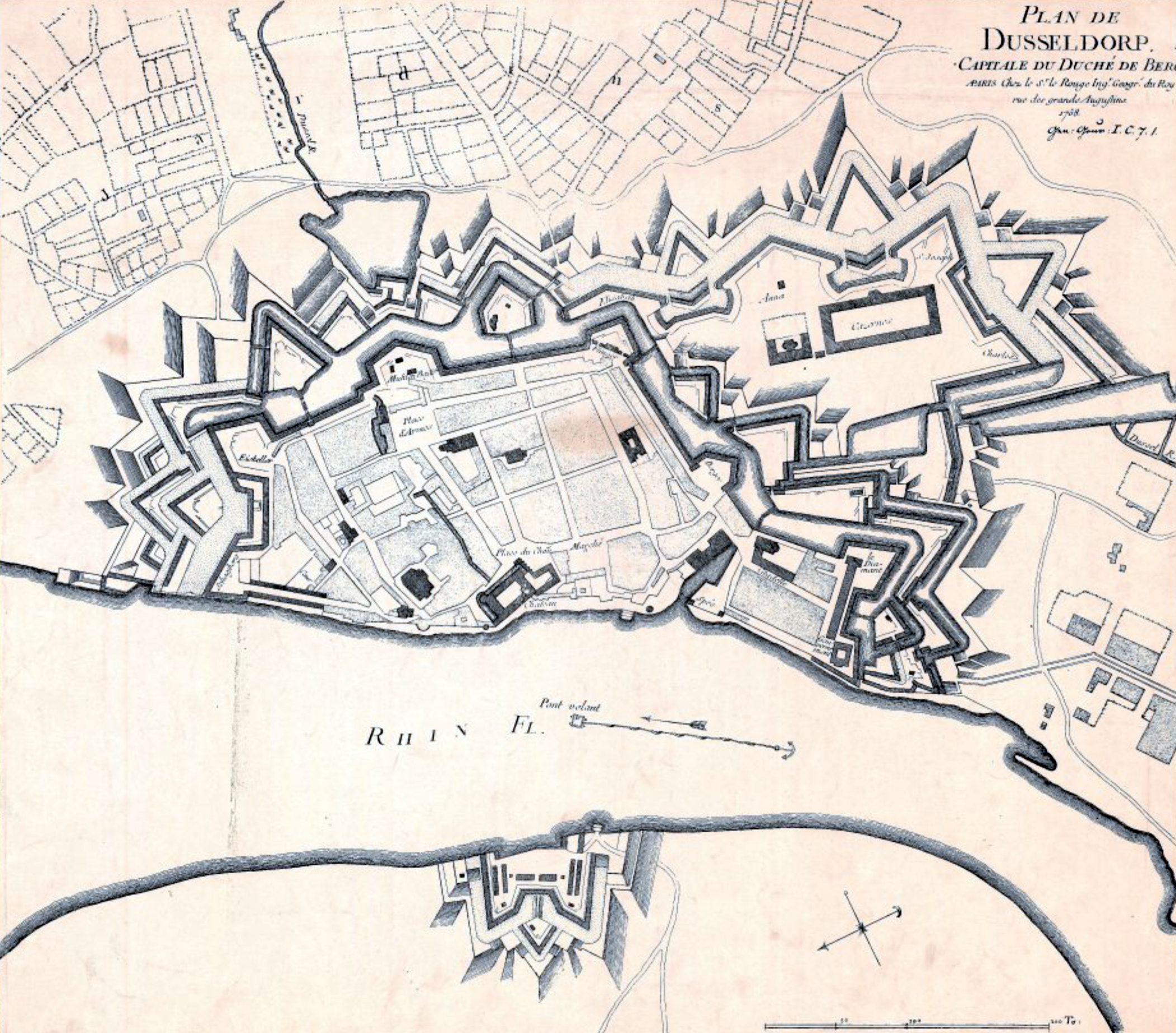
Darstellung der Bastion Eiskeller im Plan de Düsseldorf (1758)
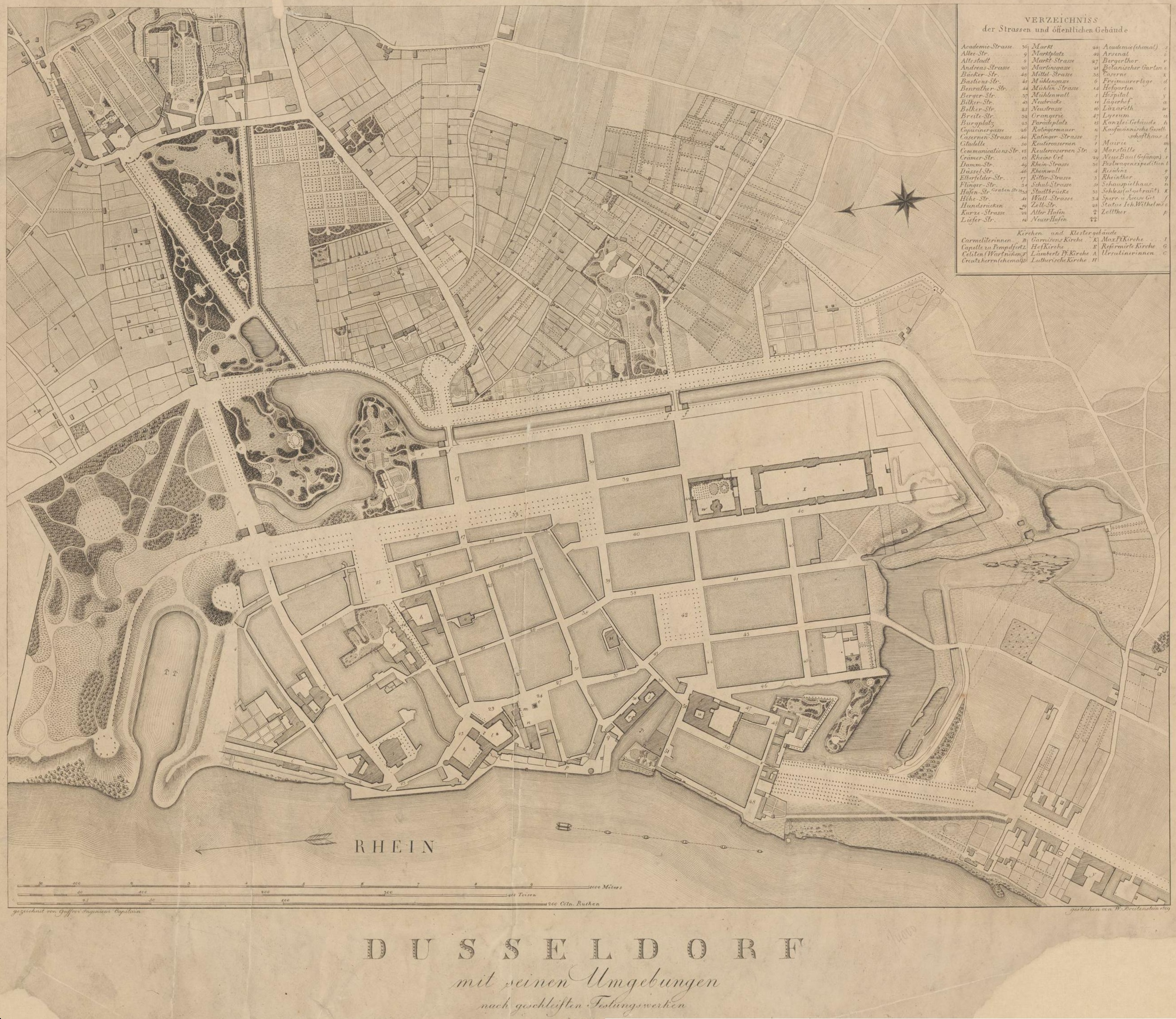
Stadtplan von Düsseldorf 1809: Erweiterung des Hofgartens um das Terrain der früheren Stadtbefestigung
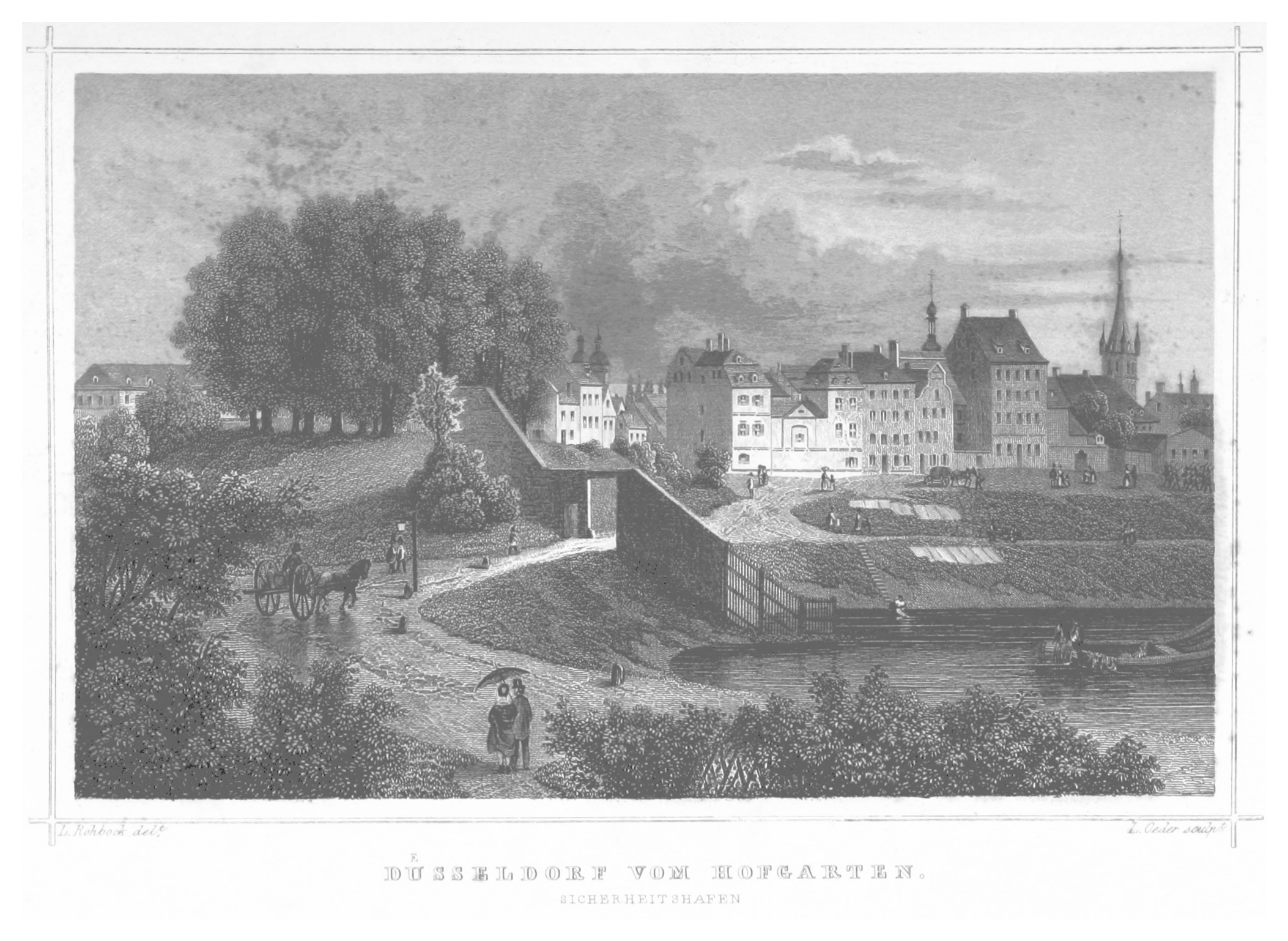
Darstellung des Sicherheitshafens (rechts) und der als Baumrondell bepflanzten Eiskellerbastion (links) auf einer Illustration von Johann Poppel (1852)
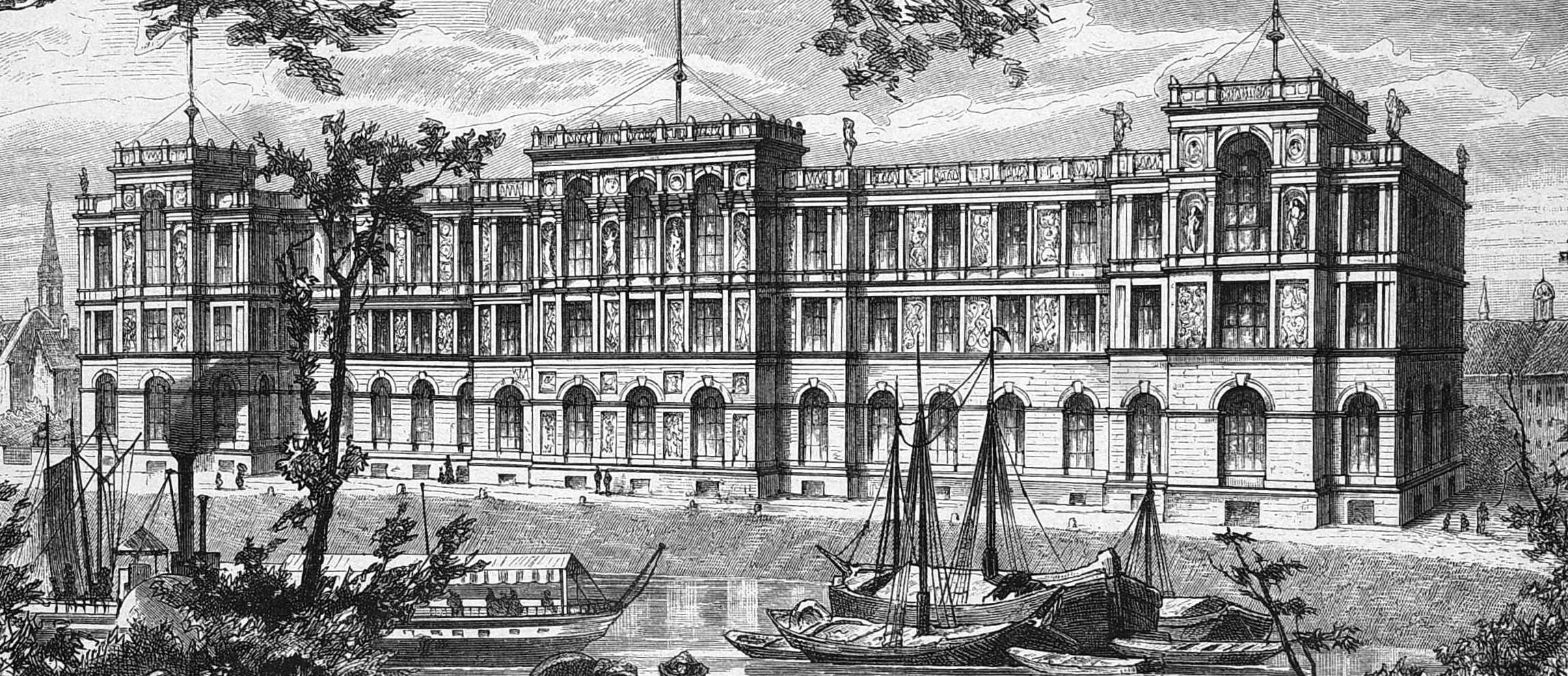
Hafen neben der Kunstakademie, Illustration Wilhelm Gause (1879)
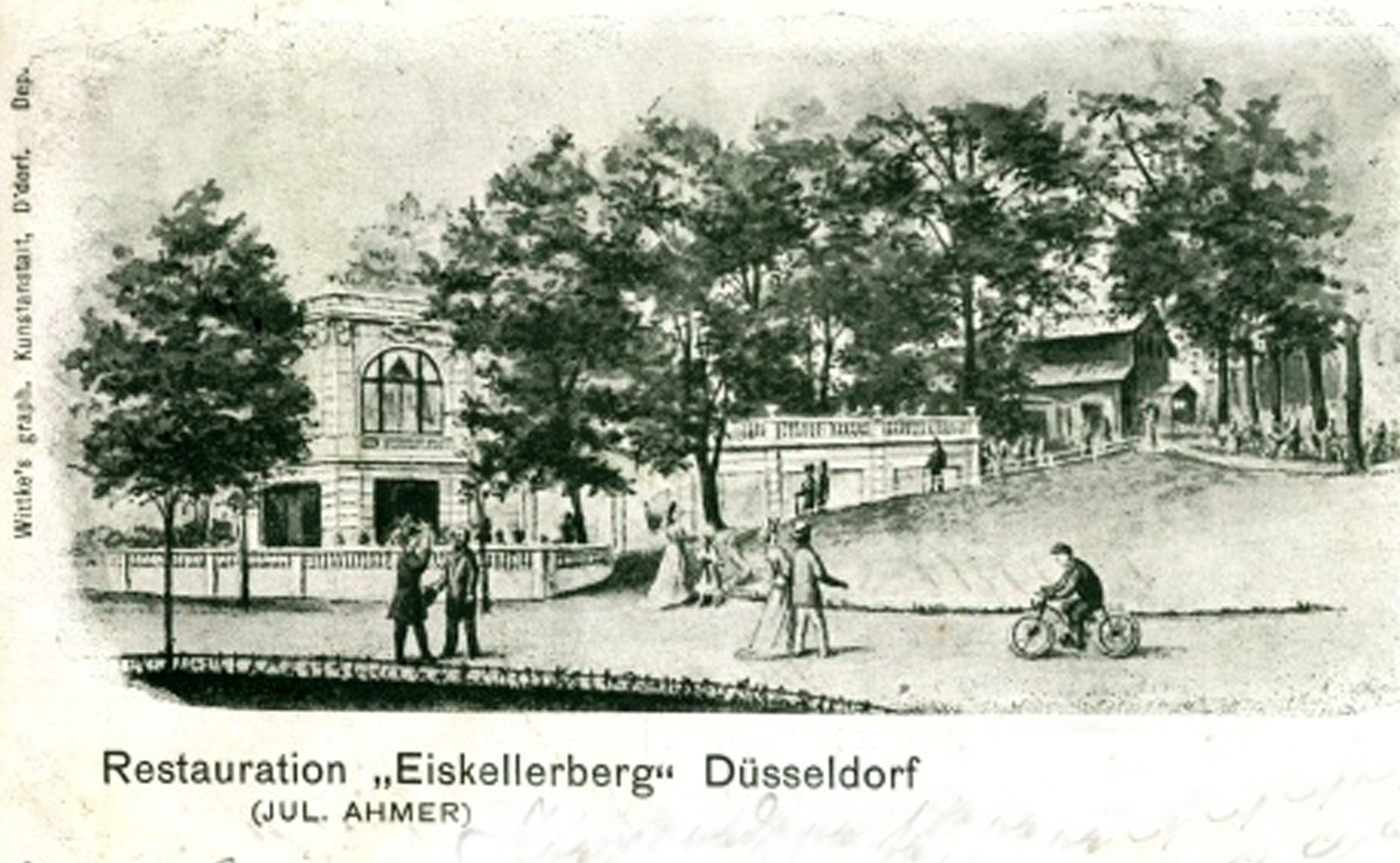
Restauration von Jullius Ahmer, Eiskellerberg 6, Düsseldorf (1895)
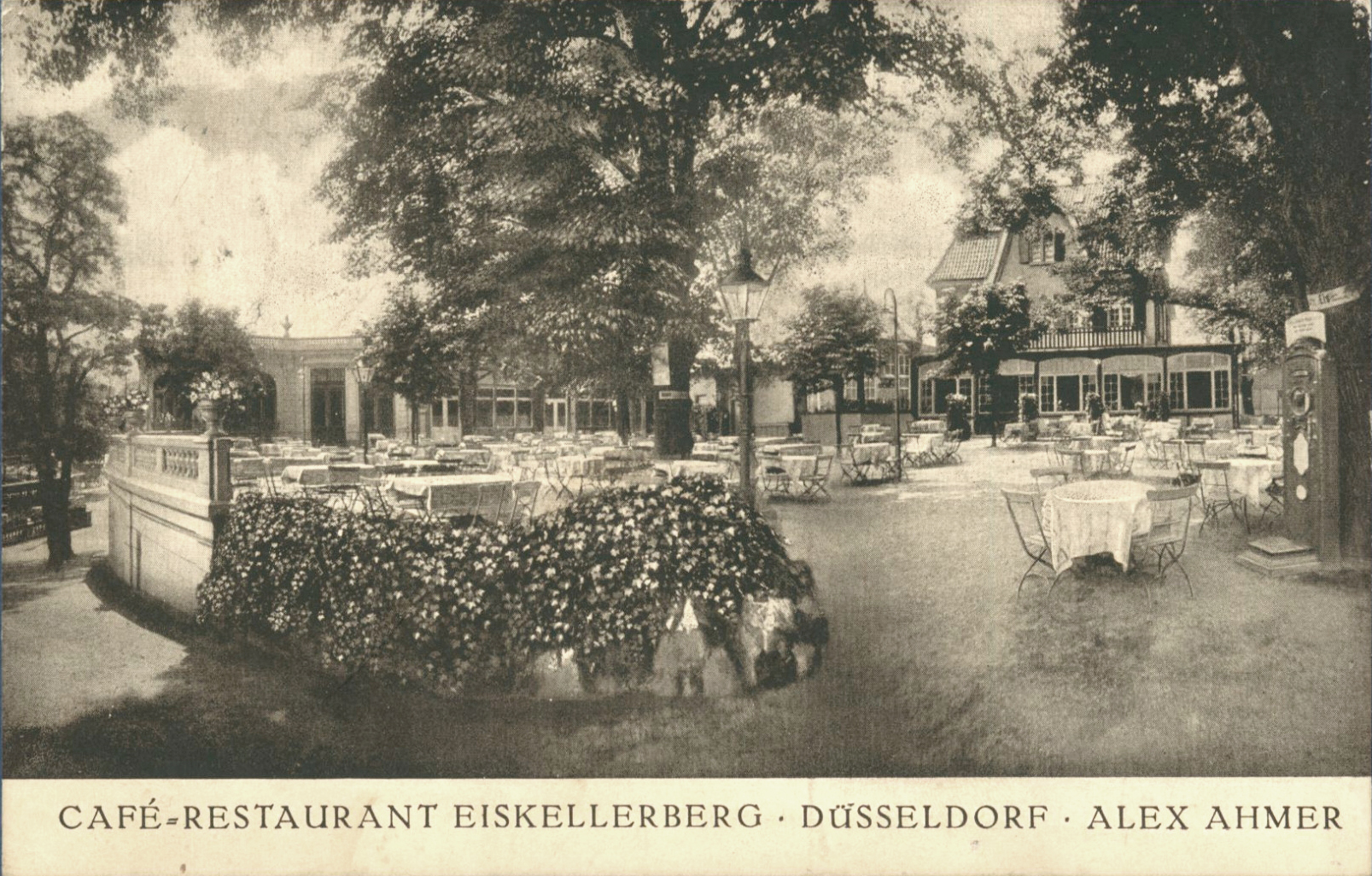
Restauration von Alex Ahmer, Eiskellerberg 6, Düsseldorf (1920)
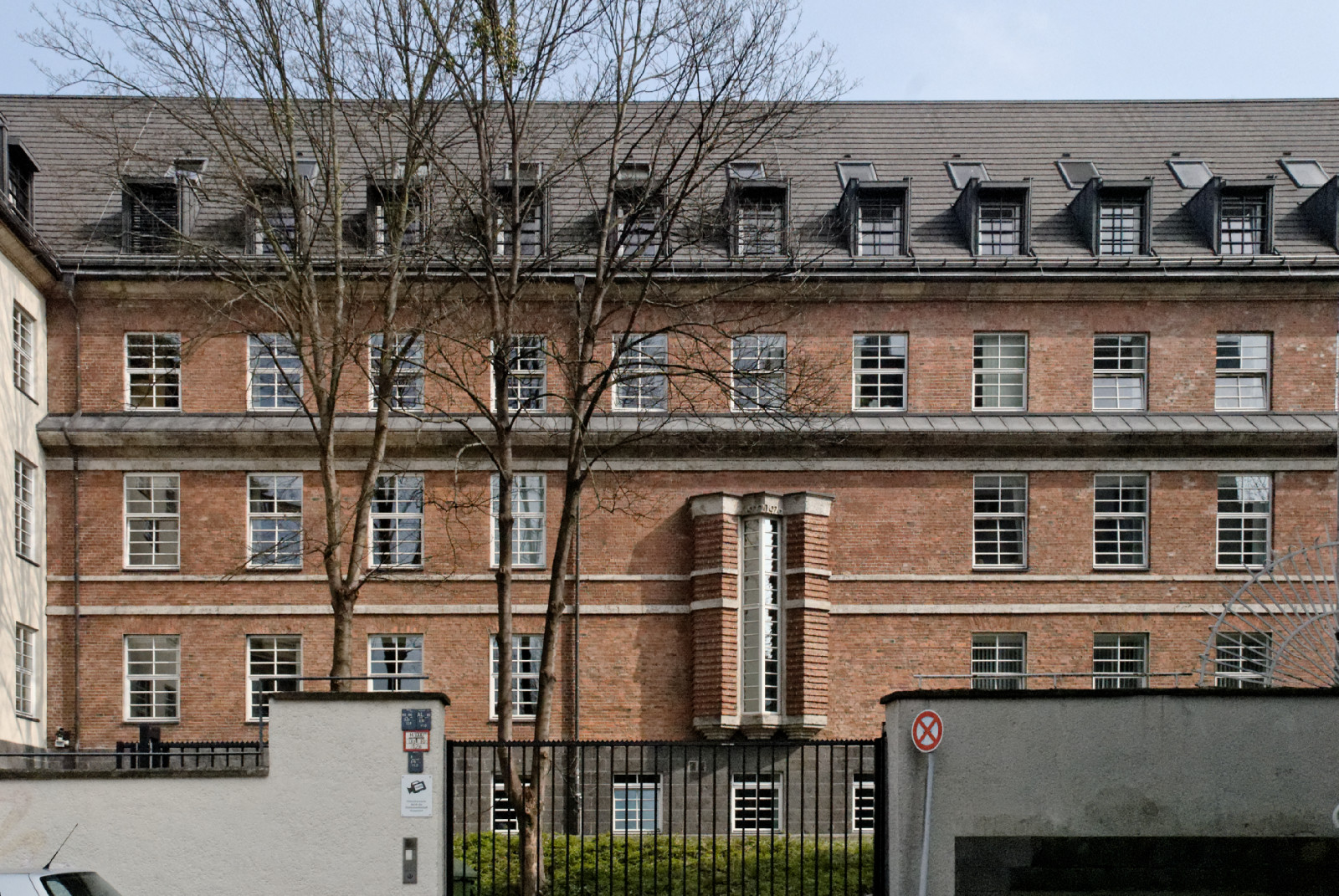
Sicht auf Rückseite Phönix-Haus am Eiskellerberg (2011)

## Eiskellerberg (Hungerturm)

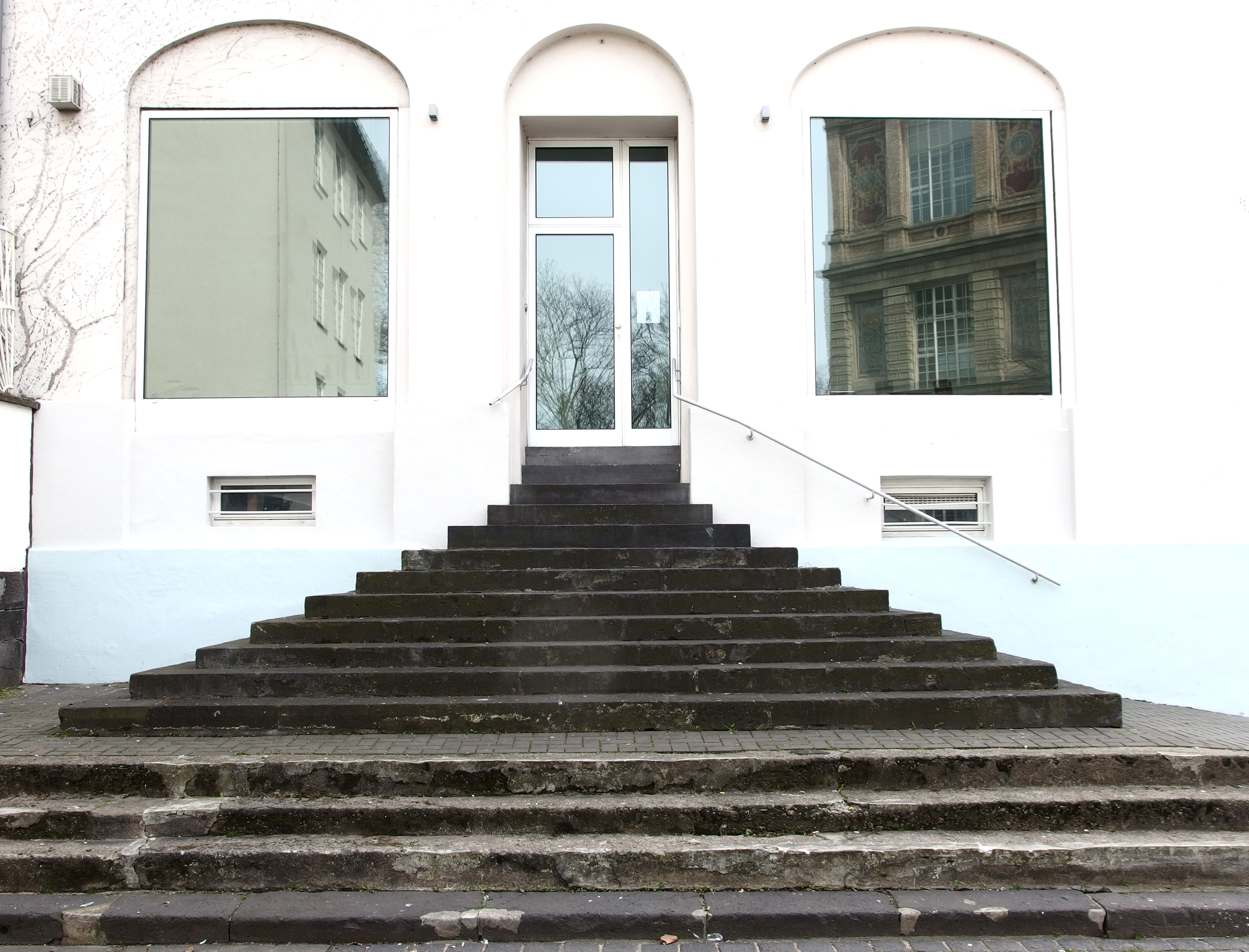
Außentreppe zur Galerie Eiskellerberg

November 1879 hatte der Maler Eduard Schoenfeld drei Häuschen am Eiskellerberg gekauft. Diese lagen am nördlichen Ende der Mühlengasse und der von 1875 bis 1879 erbauten Kunstakademie Düsseldorf gegenüber, wurden um 1982 abgebrochen. Im Dezember 1882 verkaufte die Stadt Düsseldorf dem Maler Eduard Schönfeld einen Teil des städtischen Eiskellers am Eiskellerberg für den Preis von 2000 Mark. An dieser Stelle ließ er das freistehende Atelierhaus Eiskellerberg errichten, welches sich recht fremdartig von der übrigen Bebauung abhob. Im Untergeschoss wohnte ein Diener, und die Räumlichkeiten wurden von der Kunstakademie als Künstlerateliers genutzt. Seit Anfang der 1930er Jahre waren die Erben der Düsseldorfer Familie Tapken Eigentümer und Verwalter des Eiskellerbergs. Marie, Tochter des Malers Eduard Schoenfeld, hatte 1896 den Bankier und Kaufmann Bruno Tapken (Bankhaus Tapken & Weise) geheiratet, deren Sohn Herwart Tapken (* 1897) die Verwaltung übernahm.
Im Volksmund wurde das Atelierhaus auch „Hungerturm“ genannt. Dazu geht die Legende um, dass Mütter ihren Kindern zuriefen, sie sollten die Butterbrote verstecken, wenn die „hungrigen Maler“ kämen.
Die Malerin Paula Baruch, spätere Ehefrau von Paul Häberlin, beschrieb den Eiskellerberg wie folgt: „Wir Malerinnen, (freundlich „Malweiblein“ genannt) so um 1900 herum, hatten keinen Zutritt zu den Akademien, und ich glaube kaum, dass es seither anders geworden ist. Unsere Malschule geleitet von Eugen Kampf und Schneider-Didam befand sich im „Hungerturm“, der Düsseldorfer Akademie gegenüber. Es war ein alter, hoher Kasten, voll von Malerateliers, nur unten im Parterre war ein Malutensiliengeschäft von Schönfeld. Es war unvermeidlich, dass sich da Beziehungen anknüpften und dass ein Abglanz der Akademie auf unseren „Hungerturm“ fiel. (Es verhungerte übrigens einmal tatsächlich ein alter einsamer Maler darin, und wir standen erschüttert an seinem Totenbette, sahen in sein graues Gesicht und sahen uns unverständliche, sehr bunte Bilder an den Wänden).“
Einige Räume im Eiskellerberg haben enorme Raumhöhen und sind mit großen Fenstern ausgestattet, welche sich zum Nordlicht ausrichten und auf das Phoenix-Haus blicken. Noch heute befindet sich unter den Kellerräumen ein weiteres Kellergewölbe, das auf die ehemalige Nutzung als Eislagerung hinweist. Auf der Westseite des Gebäudes befindet sich eine Galerie, zu der eine steinerne Außentreppe aufsteigt. An der Treppe ist das Berggefühl noch erkennbar. Während des Zweiten Weltkriegs wurde 1943 das oberste Geschoss durch eine Brandbombe zerstört. Seit 2016 befindet sich die „Eiskeller Weinbar“ zur rechten Seite der Eingangstür, in der das Backsteingewölbe des Untergeschoss wieder herausgearbeitet wurde.

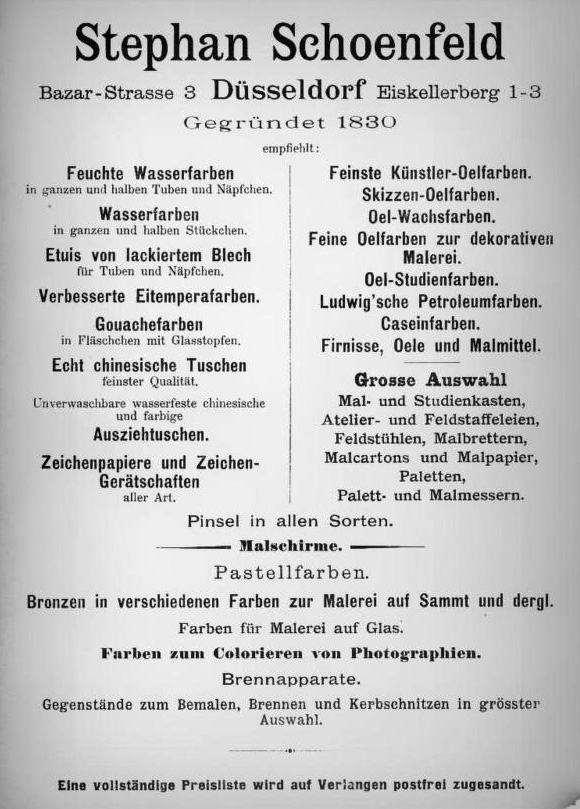
Stephan Schoenfeld Künstlerfarben (um 1903)
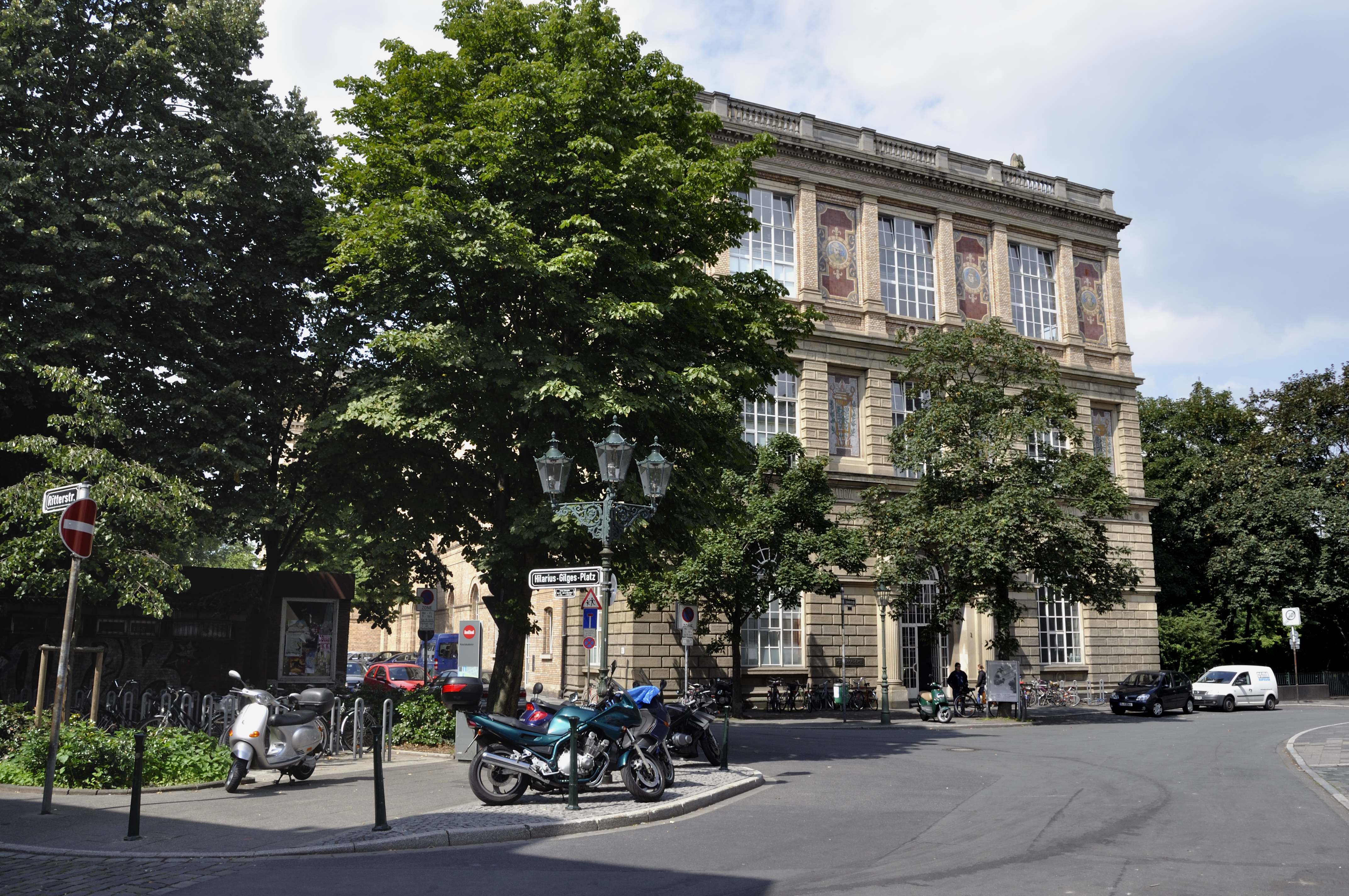
Blick vom „Eiskellerberg“ auf die Kunstakademie (2012)
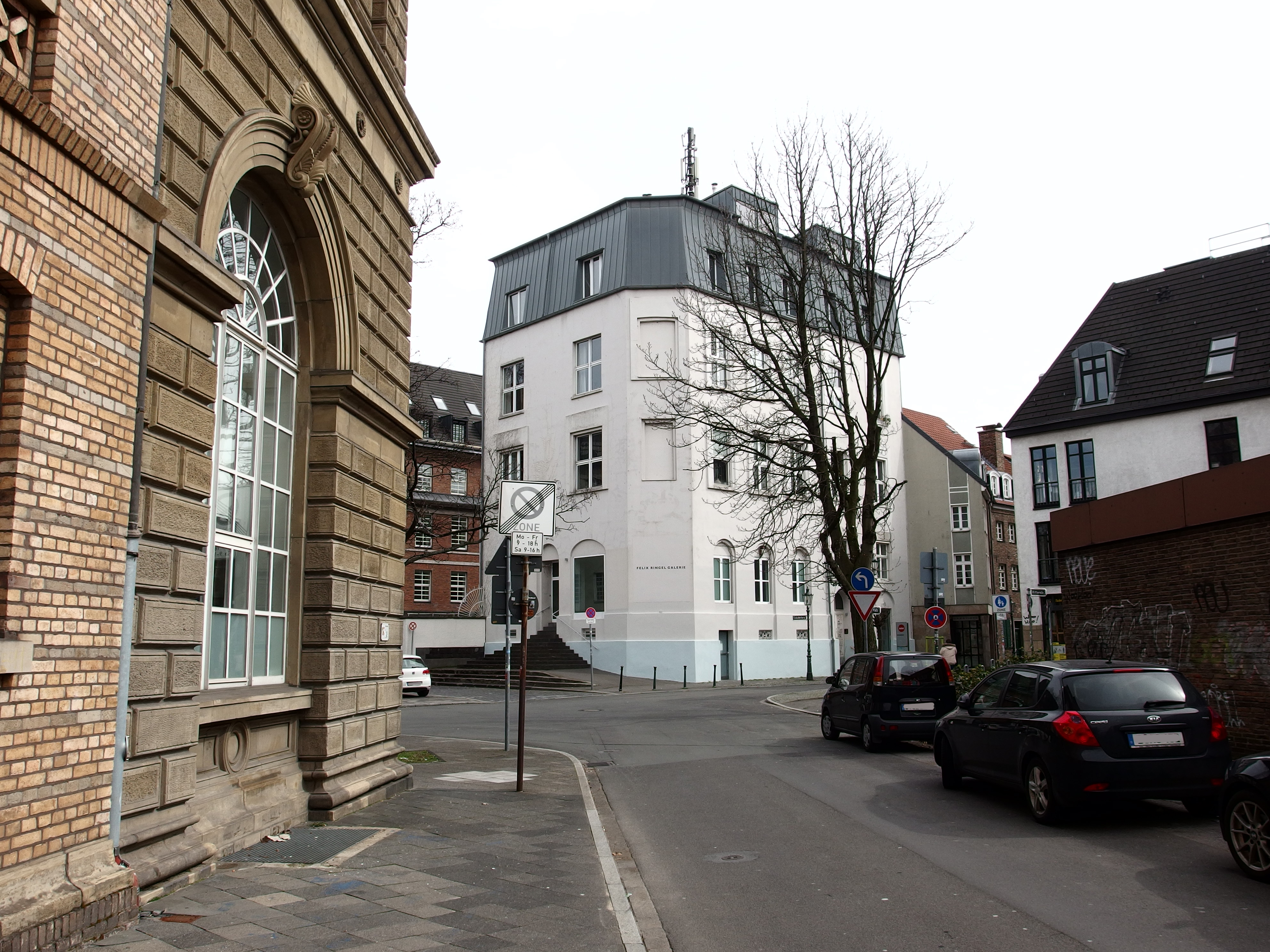
Sicht von Eiskellerstraße (2015)
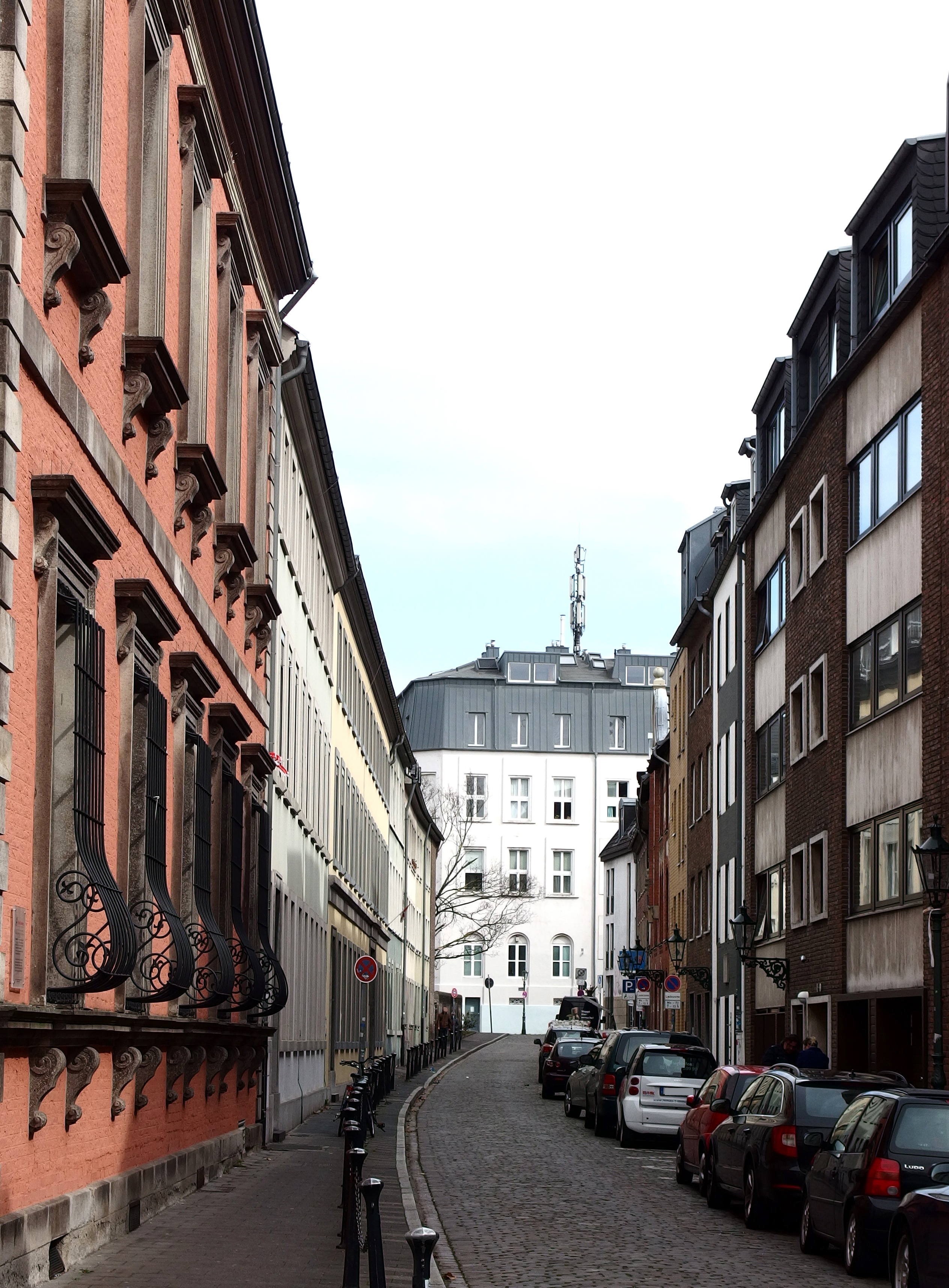
Ritterstraße mit Sicht auf den Eiskellerberg (2015)
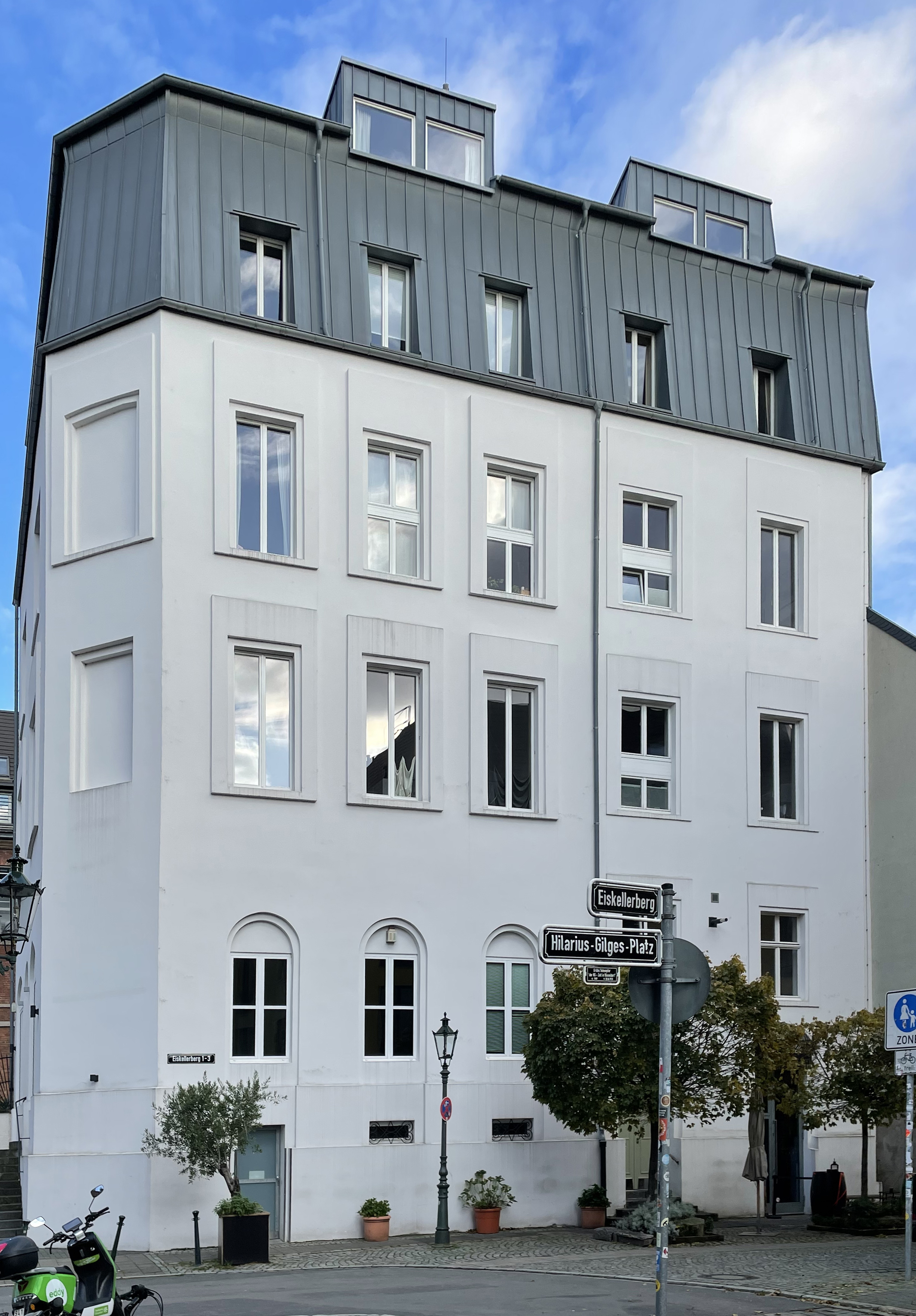
Eiskellerberg 1–3 (2023)
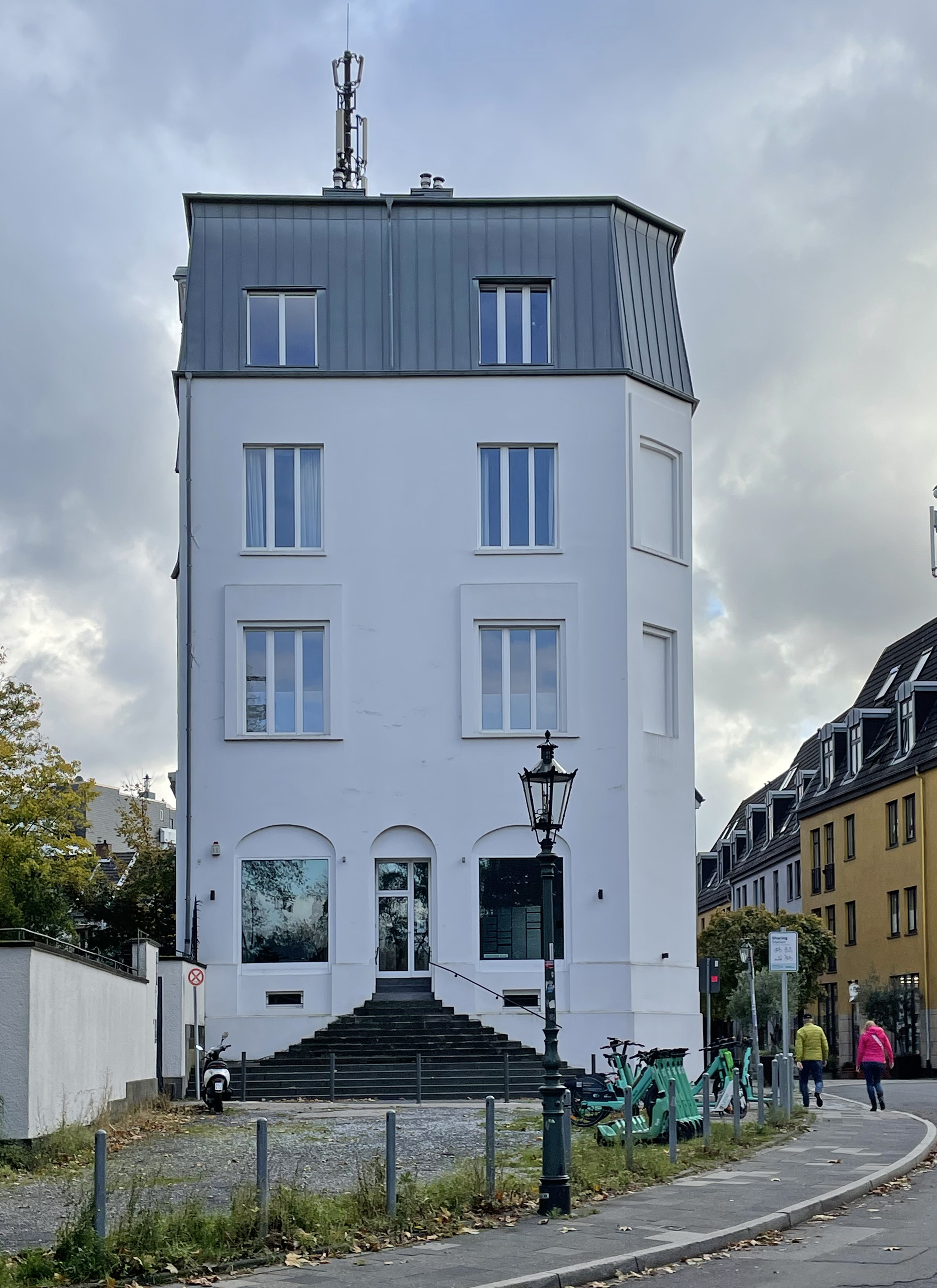
Eiskellerberg 1–3 (2023)
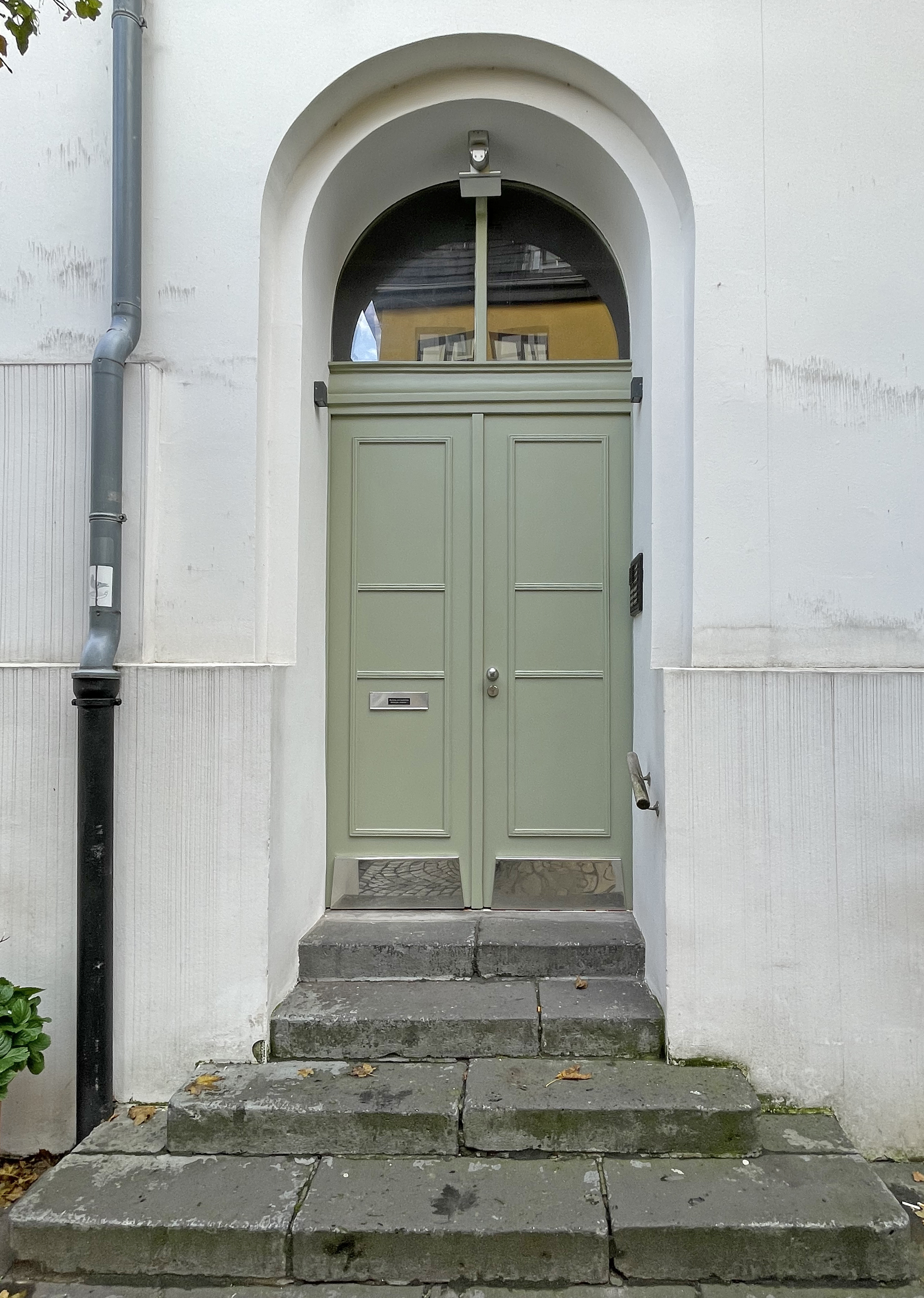
Haustür (2023)

### Künstler und Kunst im Eiskellerberg
Im Gebäude des Eiskellerbergs, gebaut Ende des 19. Jahrhunderts, befinden sich heute Wohnungen und Ateliers sowie zwei Galerien, welche zeitgenössische Kunst vertreten und ein internetbasierter Fernsehsender, der Streamclips und redaktionelle Beiträge zu Ausstellungen, Performances und Interviews mit Künstlern, Kuratoren, Galeristen und anderen einflussreichen Personen aus dem zeitgenössischen Kunstbetrieb präsentiert. In den 1970er Jahren war im Eiskellerberg die Galerie von Kiki Maier-Hahn so etwas wie das „Wohnzimmer der Akademiestudenten“. Im Mai 2023 übernahm die Stadt die Galerieräume der „Felix Ringel Galerie“ am Eiskellerberg 1-3 und schafft mit der „Galerie Eiskellerberg“ einen neuen Ort für die Fotografie in Düsseldorf in direkter Nähe zur Kunstakademie Düsseldorf
- 2012: André Smids (* 1960), Konzeptkünstler, Ausstellung seiner Atelierbilder im Treppenhaus des Eiskellerbergs
- seit 1994: Gertrud Peters, künstlerische Leiterin des Kunst im Tunnel
- seit 1994: Ivo Faber, Fotograf
- 1976: Galerie Kiki Maier-Hahn
- 1962–2019: Hannelore Köhler[18] (1929–2019), Malerin und Bildhauerin, wohnte im Eiskellerberg[19]
- um 1962: Zoltan Székessy, Bildhauer und Professor der Kunstakademie Düsseldorf[20]
- 1958–1972: Gunther Lambert, Designer und Einrichter
- 1952: Otto Pankok, Maler, mit Atelier im Eiskellerberg
- 1952: Willi Köhler (1914–1976), Maler[21][22]
- 1952–1958: Erwin Eichbaum[23], deutscher Maler und Bildhauer, wohnte im Eiskellerberg 1[24]
- 1948–1976: Lothar van Helden, Maler und Fotograf
- 1947–2004: Hans Günther Cremers (1928–2004), Maler[25], wohnte seit seinem Studium an der Akademie im Eiskellerberg
- 1940 bis nach 1945: Theo Busch, Architekt (Schüler der Hermann-Göring-Meisterschule für Malerei)
- 1940: Bernhard Büter, Maler; Erich Radscheit, Maler
- 1939: Ernst Brand, Maler
- 1938–1940: Rudolf Weber (1908–1966), Maler
- 1936–1940/nach 1945: Heinrich Aufenanger (1899–1950), Maler
- 1936–1937: Emil Fahrenkamp, Architekt
- 1935–1939: Hans-Joachim Kalckreuth (auch Jo von Kalckreuth, 1912–1984), Kunstmaler
- 1935–1937: Heinz Thoma, Architekt und Assistent von Clemens Holzmeister
- 1933–1935/1937–1940/nach 1945: Theodor Meuter, Maler[26]
- 1933–1935: Arvid Mather (1905–1950), Maler
- 1933–1934: Clemens Holzmeister, Architekt, Leiter eines Meisterateliers an der Kunstakademie[27]
- 1932–1938: Werner Heuser, Professor an der Kunstakademie
- 1931–1932/1940: Fritz Becker, Professor der Architektur an der Kunstakademie wohnte im Eiskellerberg, später Atelier
- 1932: Gottfried Brockmann hatten ein von der Akademie gestelltes Atelier[28]
- 1930: Josef Huber-Feldkirch, Professor an der Kunstakademie
- 1928: Gottfried Brockmann, als Meisterschüler von Heinrich Campendonk bezog er ein Atelier im Eiskellerberg
- 1926: Ludwig Gabriel Schrieber, Meisterschüleratelier im Eiskellerberg, vermittelt durch Akademiedirektor Walter Kaesbach
- 1905: Rudolf Wittkampf
- 1904: Stephan Schoenfeld, Künstlerbedarf[29]
- 1901: Otto von Ernst, Maler
- 1896–1901: Heinrich Otto, Maler[30]
- 1896–1897: Rudolf Zahner (1825–1903), Maler
- 1896: Wilhelm Döringer (1862–1926), Maler[31], Atelier im Eiskellerberg 1, von 1908 bis 1926 Professor für kirchliche Kunst an der Kunstakademie[32]
- 1895–1901: Paula Monjé (1849–1919), Bildnis- und Genremalerin, Atelier im Eiskellerberg 1[33]
- 1895–1897: Hugo Zieger, Maler; Paul Cramer, Maler
- 1894/1897–1901: Carl Becker (Marinemaler), Eiskellerberg 1–3[34][35]
- 1891: August Schlüter, Maler; Wilhelm Süs, Maler; Ernst Friedrich Tode, Maler
- 1890: Arthur Bambridge, Maler, Atelier im Eiskellerberg[36]